# محجب السفلى (بني ضبيان)

تعديل مصدري - تعديل

محجب السفلى هي إحدى قرى عزلة بني ضبيان بمديرية بني ضبيان التابعة لمحافظة صنعاء، بلغ تعداد سكانها 103 نسمة حسب تعداد اليمن لعام 2004.